# مسجد آقا عباس
مسجد آقا عباس مربوط به دوره صفوی - دوره قاجار است و در آمل، شرق محله کارگر، ضلع جنوب غربی راسته بازار نو واقع شده و این اثر در تاریخ ۱۱ دی ۱۳۸۰ با شمارهٔ ثبت ۴۶۷۱ به‌عنوان یکی از آثار ملی ایران به ثبت رسیده‌است.

## ویژگی و موقعیت
این مسجد که در شرق کارگر محله قرار دارد، از مساجد قدیمی آمل به حساب می‌آید. بنای فعلی این مسجد متعلق به دورهٔ صفویه است که در دورهٔ قاجار مرمت‌های اولیه بر روی آن صورت پذیرفت. ورودی مسجد در ضلع شمالی است و بر فراز سردر آن مناره هشت ضلعی زیبایی با تزیینات خاص آجرکاری قرار دارد. قدمت این مناره احتمالاً بیشتر از بنای فعلی مسجد است و به نوعی می‌توان گفت که منارهای مسجد جامع و امام حسن عسگری برگرفته از آن است. حیاط مسجد مستطیل شکل و شبستان‌هایی در جهت جنوبی و غربی آن وجود دارد. شبستان غربی چهار فیلپا و شبستان جنوبی شش فیلپا در وسط دارد. ضلع شمالی مسجد به علت پیش‌آمدگی دکان‌های مجاور به صورت راهروست و در طبقهٔ بالای ضلع شمالی و غربی با استفاده از چوب، حجره‌هایی برای طلاب بنا نهاده‌اند. ارتباط با حجره‌ها و مناره از طریق راه‌پله ضلع شمال شرقی است.به نقل از یاسنت لویی رابینو این بنا یک بار در اثر زلزله تخریب و در سال ۱۲۲ به دست آقا علی اشرف مشایی و حاجی گرشاسب بازسازی شد.